# 반영론
반영론(독일어: Widerspiegelungstheorie, 反映論)은 인간의 인식은 의식의 외부에 독립적으로 실재하는 객관적 세계가 의식에 반영된 것이라고 하는 유물론의 입장에 선 인식론이다. 외계의 사물은 단순히 감각에 의해서 모사(模寫)되거나 물체가 거울에 비치듯이 반영되는 것이 아니라 그것에 대한 인간의 사회적 실천에 의한 작용을 통하여 차차로 그 진상을 드러내는 것이며, 의식 그 자체가 원래는 인간의 사회적 존재로써 규정되는 것이라고 설명한다.